# La Roquette-Saint-Martin
La Roquette-Saint-Martin est une ancienne commune française, située dans le département des Alpes-Maritimes en région Provence-Alpes-Côte d'Azur.

## Histoire
La commune a été supprimée en 1867 et séparée en deux nouvelles communes indépendantes :
- La Roquette, renommée La Roquette-sur-Var en 1962.
- Saint-Martin, renommée Saint-Martin-du-Var en 1881.

## Administration
| Période | Période | Identité       | Étiquette | Qualité |
| ------- | ------- | -------------- | --------- | ------- |
| 1860    | 1867    | Félix Raybaudi |           |         |

## Démographie
| 1793 | 1800 | 1806 | 1821 | 1831 | 1836 | 1841 | 1846 | 1851 |
| ---- | ---- | ---- | ---- | ---- | ---- | ---- | ---- | ---- |
| 644  | 576  | 643  | -    | abs. | 741  | abs. | 790  | abs. |

| 1856 | 1861 | 1866 | - | - | - | - | - | - |
| ---- | ---- | ---- | - | - | - | - | - | - |
| 827  | 804  | lac. | - | - | - | - | - | - |

Histogramme

(élaboration graphique par Wikipédia)